# Lozan (Svrljig)
Pour les articles homonymes, voir Lozan.
Lozan (en serbe cyrillique : Лозан) est un village de Serbie situé dans la municipalité de Svrljig, district de Nišava. Au recensement de 2011, il comptait 119 habitants.
Lozan est situé sur les bords du Svrljiški Timok.

## Démographie
| 1948 | 1953 | 1961 | 1971 | 1981 | 1991 | 2002 | 2011 |
| ---- | ---- | ---- | ---- | ---- | ---- | ---- | ---- |
| 672  | 656  | 635  | 521  | 456  | 323  | 210  | 119  |

|  |